# Южна блатна костенурка
Южната блатна костенурка (Mauremys rivulata) е вид влечуго от разред Костенурки.
Някои класификации разглеждат вида като подвид на каспийската блатна костенурка (Mauremys caspica).

## Разпространение и местообитание
В България южната блатна костенурка се среща в най-южните части на страната – около Петрич, Сандански, Ивайловград, Свиленград, Средец и Ахтопол. Общият им брой в страната се оценява на 600 до 1000 екземпляра. Срещат се на надморска височина до 200 m, често смесени с европейската блатна костенурка.
Южната блатна костенурка обитава блата, изкопи, микроязовири, речни устия и други застояли или бавнотечащи водоеми.

## Поведение и хранене
Южната блатна костенурка се храни с дребни водни животни (жаби, попови лъжички, риба, често мъртва), както и с водни и сухоземни растения, плодове.

## Репродуктивни особености
Южната блатна костенурка снася по няколко яйца през юни, а след това втори път около месец по-късно. Яйцата имат варовикова черупка и са дълги 39 – 44 mm. Малките се излюпват около 3 месеца по-късно с дължина на черупката 23 – 28 mm. Половата зрелост настъпва на 10 – 11 години при дължина 14 – 16 cm.